# Schoonhoven
Schoonhoven (população: 12.195 em 2007) é uma cidade e antigo município no oeste dos Países Baixos, na província de Holanda do Sul. O município abrange uma área de 6,96 km² (dos quais 0,67 km² de água). É o terceiro menor município na Holanda, em área terrestre (depois de Bennebroek e Rozenburg).

## Informações Gerais
Um mapa histórico de Schoonhoven de 1652 mostra muros no norte e oeste da cidade, que eram comuns durante a época medieval, nos Países Baixos. O único remanescente medieval é a entrada de Schoonhoven, Veerpoort (Ferry Gate) ao lado do rio Lek. Isso protegeu Schoonhoven das cheias do rio Reno e do Mar do Norte durante a enchente de 1953 e ainda é totalmente funcional como uma barreira contra água hoje.
Nos gramados em redor da cidade de Schoonhoven é possível ver aves, tais como cegonhas.
O primeiro vencedor da versão holandesa do Pop Idol, Jamai Loman, cresceu nesta cidade. Jan-Arie van der Heijden, jogador do clube de futebol Ajax, nasceu em Schoonhoven.

## Ligações externas

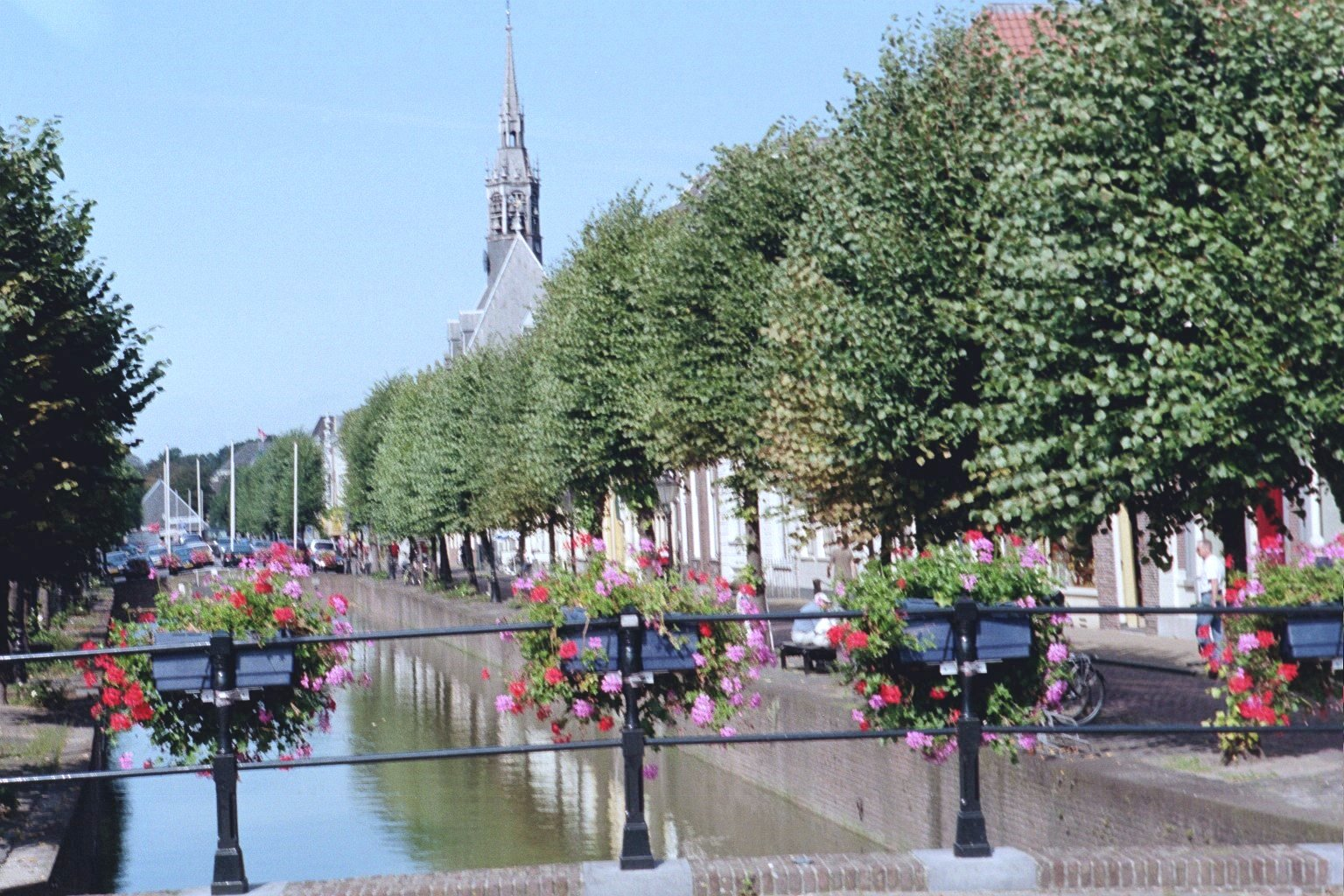